# 誼礫控股
南海石油控股有限公司，簡稱南海石油控股，以及南海石油（英語：SOUTH SEA PETROLEUM HOLDINGS LIMITED，港交所：0076），在2004年6月9日，從辛康海聯控股有限公司更名而來。
董事會主席為關新民，主要業務經營在亞洲國家開發及生產原油及礦石（例如石墨），以及英國提供電子產品製造服務，包括醫療器材、工業控制設備、家居電器、電腦及相關產品、測試及測量儀器產品，以及國防部產品，主要品牌為「Axiom」；至於原油礦產則位於黑龍江省。
而總部位於香港中環干諾道中34-37號華懋大廈5樓504室。

## 連結
- SouthSeaPetro.com.hk （页面存档备份，存于）
- Axiom-MS.com （页面存档备份，存于）